# Gino Bonichi
Gino Bonichi dit « Scipione » (Scipion), né le 15 février 1904 à Macerata (dans les Marches) et mort le 9 novembre 1933 à Arco, est un peintre italien de la première moitié du XXe siècle.

## Biographie
Gino Bonichi est le sixième fils d'un officier, Serafino, et d'Emma Wulderk, descendante d'une famille allemande immigrée de longue date en Italie. En 1919, la famille s'installe à Rome. Le jeune Gino se prépare à une carrière sportive, ayant obtenu de bons résultats, mais celle-ci est interrompue par une grave pneumonie. Âgé de 20 ans, il doit intégrer un centre spécialisé en raison de ses problèmes pulmonaires. Cette époque marque également le début de sa carrière artistique. Ses premières œuvres sont des caricatures réalisées à seul fin de se divertir. Il rencontre ensuite Mario Mafai qui l'incite à fréquenter les cours de l'Accademia di Belle Arti de Rome où il étudie ensuite sous la direction de Antonino Calcagnadoro.
En 1925, il fait la connaissance d'Antonietta Raphaël, une jeune artiste peintre lituanienne dont le style libre de toute contrainte académique aura une grande influence sur Scipione. Le début de sa carrière de peintre commence sans nul doute lors de la Biennale de Rome en 1925. Scipione fonde à Rome, en 1928, avec Mario Mafai, Renato Marino Mazzacurati et Antonietta Raphael Mafai la Scuola di via Cavour, un groupe d'artistes qui s'oppose au mouvement conservateur du Novecento de tendance fasciste et néo-romantique.
Il meurt à Arco, en 1933, il n'a que 29 ans et la tuberculose l'emporte alors qu'il n'a pas encore montré l'étendue de son talent. 
Ces œuvres sont exposées dans de nombreux musées romains, comme la Galerie nationale d'art moderne.

## Œuvres
- Piazza Navona (1930), collection Caetani, Roma[1].
- La cortigiana romana (1930), collection Mattioli, Milan[1].
- Ritratto di Ungaretti (1930), G.N.A.M., Rome[1].
- Ponte Sant'Angelo, collection privée, Rome[1].

## Source
- (it) Scipione(Gino Bonichi), Scuola Romana